# プリック・アップ
『プリック・アップ』（英: Prick Up Your Ears）は、1987年公開のイギリス映画。
ビートルズが席巻する1960年代のロンドンを舞台に、恋人同士であった2人の作家ジョー・オートンとケネス・ハリウェルの出会いから悲劇の最期までを描く実話。

## ストーリー
ロンドンの演劇学校に通うジョーは、裕福な文学青年ケネスと出会う。その後、ケネスの両親の遺産を元に二人は一緒に暮らし始めた。やがて時が過ぎ、劇作家を目指していたジョーの作品は次々にヒットしていった。しかし、そのことが次第にケネスを追いつめていく。

## キャスト
- ゲイリー・オールドマン --- ジョー・オートン
- アルフレッド・モリーナ --- ケネス・ハリウェル
- ヴァネッサ・レッドグレイヴ --- ペギー・ラムゼイ
- ウォーレス・ショーン --- ジョン・ラー
- ジュリー・ウォルターズ --- エルジー・オートン
- フランシス・バーバー --- レオニー・オートン
- スティーヴン・マッキントッシュ --- サイモン・ウォード
- デイヴィッド・カーディ --- ブライアン・エプスタイン
- デイビッド・ブラッドリー --- 葬儀屋

## スタッフ
- 原作：ジョン・ラー
- 美術：フィリップ・エルトン
- 衣装：ボブ・リングウッド

## 受賞
- 第40回カンヌ国際映画祭 芸術貢献賞
- 第53回ニューヨーク映画批評家協会賞 助演女優賞
- ロンドン映画批評家協会賞 男優賞、脚本賞